# Kathedrale von Ani

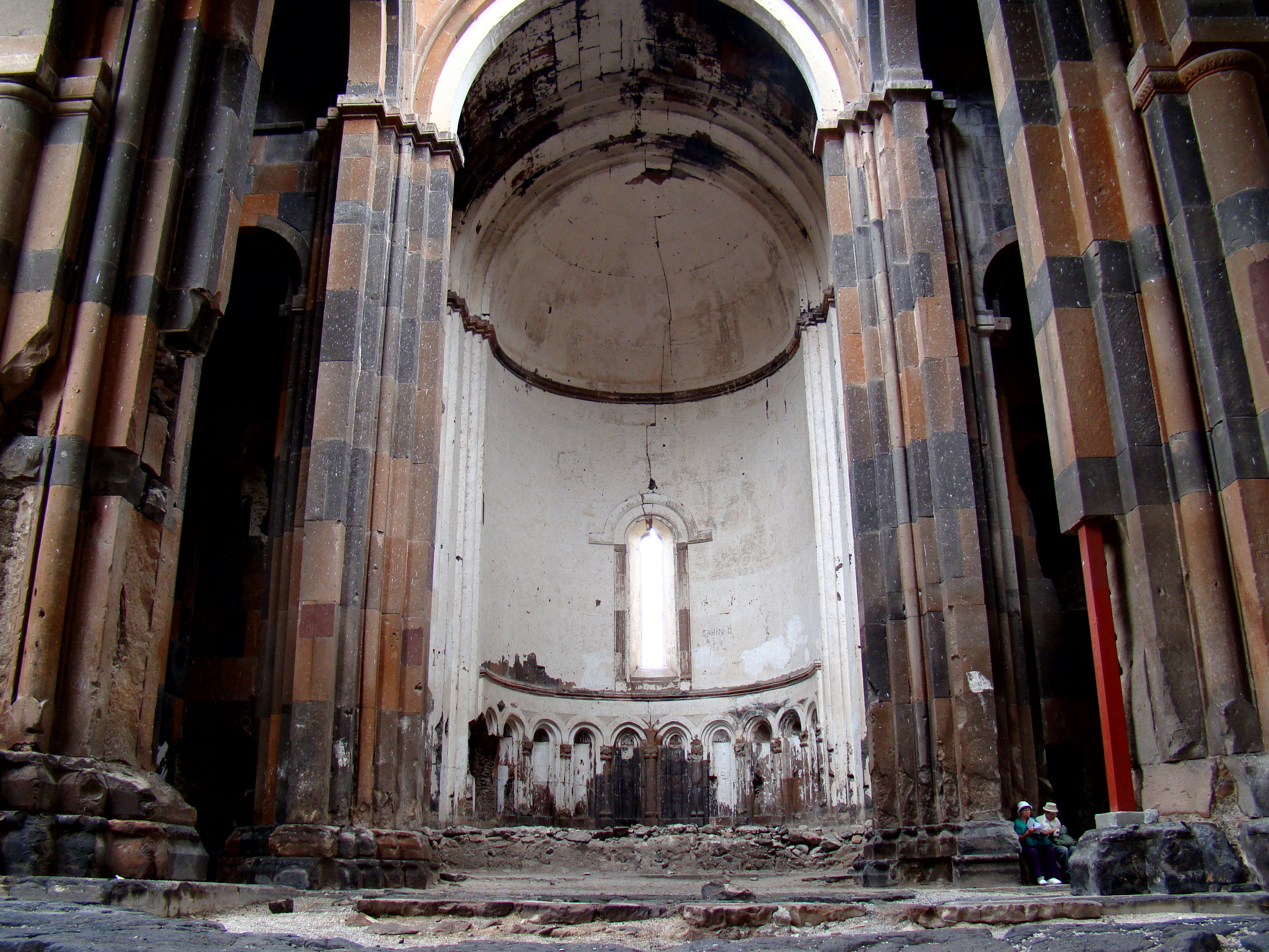
Diese Photographie zweier Personen innerhalb der Kathedrale dient zur Demonstration der Größe des Gebäudes

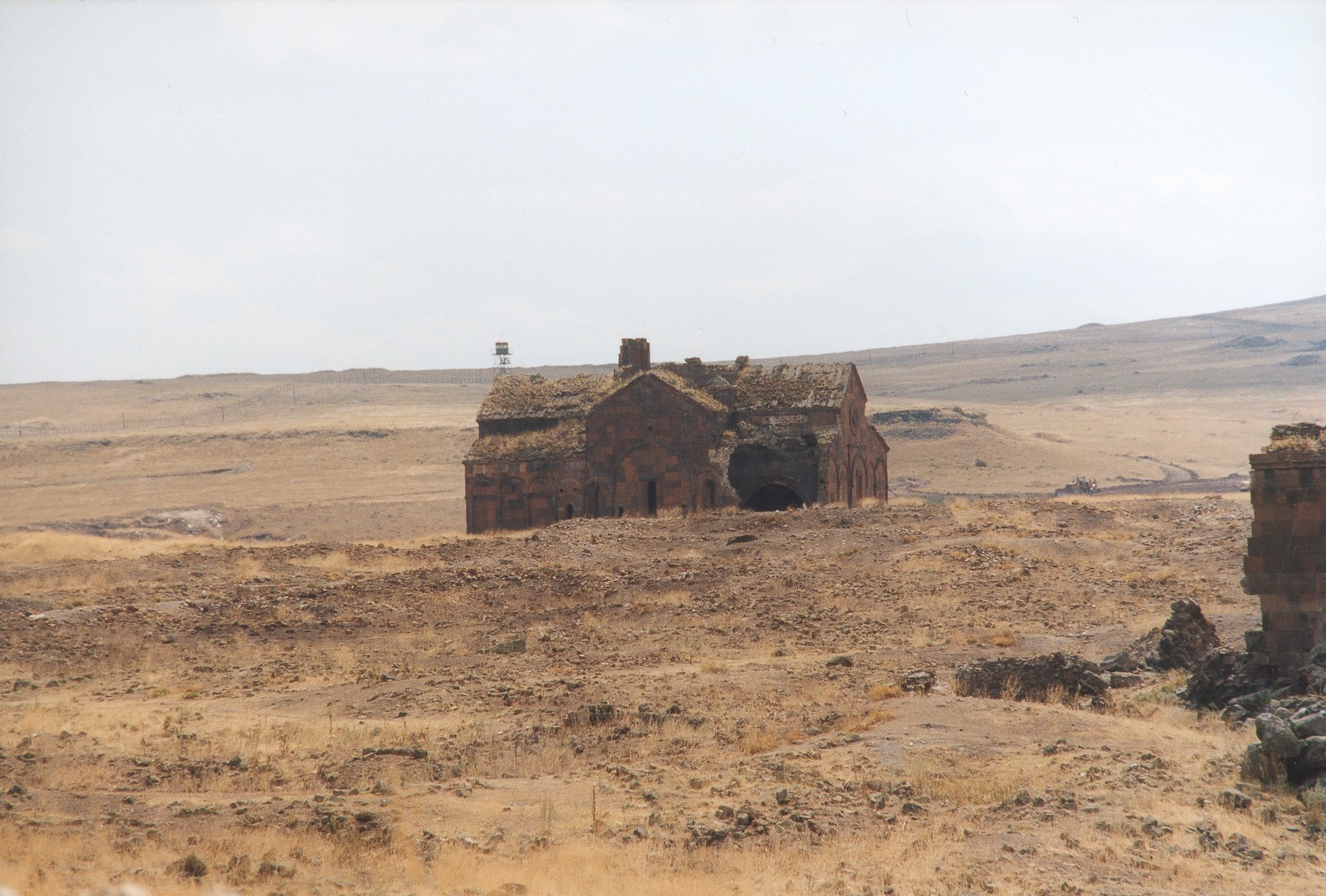
Fernansicht der Kathedrale

Die Kathedrale von Ani (armenisch Սուրբ Աստուածածին Եկեղեցի, oder Kathedrale der heiligen Jungfrau; oder auch arm: Մայր Եկեղեցի, bzw. Kirche der Mutter) ist eine armenische Kirche, errichtet 1001 (oder möglicherweise 1010) durch den Architekten Trdat in der heute in Ruinen liegenden ehemaligen armenischen Hauptstadt Ani.
Sie liegt an der östlichsten Spitze der Türkei, an der Grenze zum modernen Armenien. Sie ist eine Kreuzkuppelkirche innerhalb eines rechteckigen Grundrisses. Die Kuppel und der sie stützende Tambour stürzten bei einem Erdbeben 1319 zusammen. Ein weiteres Erdbeben im Jahr 1988 führte zum Einsturz der nordwestlichen Ecke und schwächte die gesamte westliche Seite.

## Beschreibung
Die Kathedrale von Ani ist mit einer Länge von rund 30 Metern und einer Breite von 20 Metern ungewöhnlich groß für armenische Standards. Sie ist eine ummantelte Kreuzkuppelkirche mit vier frei stehenden Mittelpfeilern, auf denen die Zentralkuppel ruhte. Hohe blinde Bodengänge schmücken die äußeren Wände, sowie den zerstörten Tambour. Einige Fenster sind mit Reliefs verziert. Es gibt drei Eingänge: einen für den Prinzen (südlich), den Patriarchen (nördlich) und das Volk (westlich); jeder Eingang besaß ursprünglich ein Vordach.
Am östlichen äußeren Ende befindet sich eine flache Wand mit zwei triangulären Nischen. An der Innenseite kann hingegen eine große zentrale Apsis gefunden werden, welche mit zwei Kammern über zwei Etagen flankiert wird. Diese Kammern können ebenerdig über schmale Gänge, bzw. die oberen Etagen über enge Treppen erreicht werden. Bevor Licht durch die fehlende Kuppel in die Kathedrale eindringen konnte, stellten die wenigen, kleinen unteren Fenster, inklusive der runden „Bullaugen“-förmigen, die einzige Quelle für Tageslicht dar. Nikolai Marr, der erste Archäologe, welcher das Gebäude studierte, und andere glaubten, dass der Originalbau im 13. Jahrhundert wesentlich verändert worden sei. Die Interpretation der zahlreichen Inschriften widerspricht jedoch dieser Theorie.
Josef Strzygowski (1918) glaubt, dass die Volumenzusammensetzung der Elemente innerhalb der Kathedrale die Entwicklung der europäisch-gotischen Architektur des 12. bis 14. Jahrhunderts beeinflusste.

## Geschichte
Von 992 bis 1058 befand sich der Sitz des Katholikos, des Oberhaupts der armenischen Kirche in Ani. Die Kirche wurde seine Kathedralkirche. Im Jahre 1001 oder 1010, je nachdem, wie die Inschrift der östlichen Fassade interpretiert wird, stellte der führende Architekt Trdat den Palast des Katholikos und die Kathedrale der Mutter von Ani fertig. Der Bau begann im Jahre 989 auf Befehl des Königs Smbat II und wurde „auf Befehl meines Gemahls“ unter der Herrschaft von Königin Katranide, der Gemahlin von König Gagik I, fertiggestellt. Die Kathedrale wurde der heiligen Jungfrau Maria gewidmet und stellt eines der architektonischen Meisterstücke von Armenien dar.
Den Siegen der türkischen Seldschuken im östlichen Anatolien folgend, nahm Sultan Alp Arslan im Jahre 1064 die Kreuze von der Kathedrale herunter, nachdem er die Stadt besetzt hatte; 1071 wurde sie in eine Moschee umgewandelt.
1124, nachdem Ani durch das Königreich Georgien erobert worden war, wurde sie wieder eine Kirche. Inschriften belegen eine Renovierung im frühen 13. Jahrhundert. Nach dem schweren Erdbeben von 1319 wurde sie allerdings nicht wieder aufgebaut.
Am 19. September 2010 besuchte das erste Mal seit 95 Jahren eine Gruppe Christen die Kirche zum Heiligen Kreuz auf der Insel Akdamar im Vansee. Eine Gruppe türkischer Nationalisten reagierte darauf, indem sie sich am 1. Oktober 2010 an der Kathedrale von Ani trafen, um muslimische Gebete zu sprechen, angeführt von Devlet Bahçeli, dem Vorsitzenden der Partei der Nationalistischen Bewegung.
Gemeinsam mit der nahe gelegenen Erlöserkirche ist die Kathedrale derzeit im Fokus einer Gesprächsrunde, an der das türkische Ministerium für Kultur und der World Monuments Fund (WMF) beteiligt sind.

## Galerie

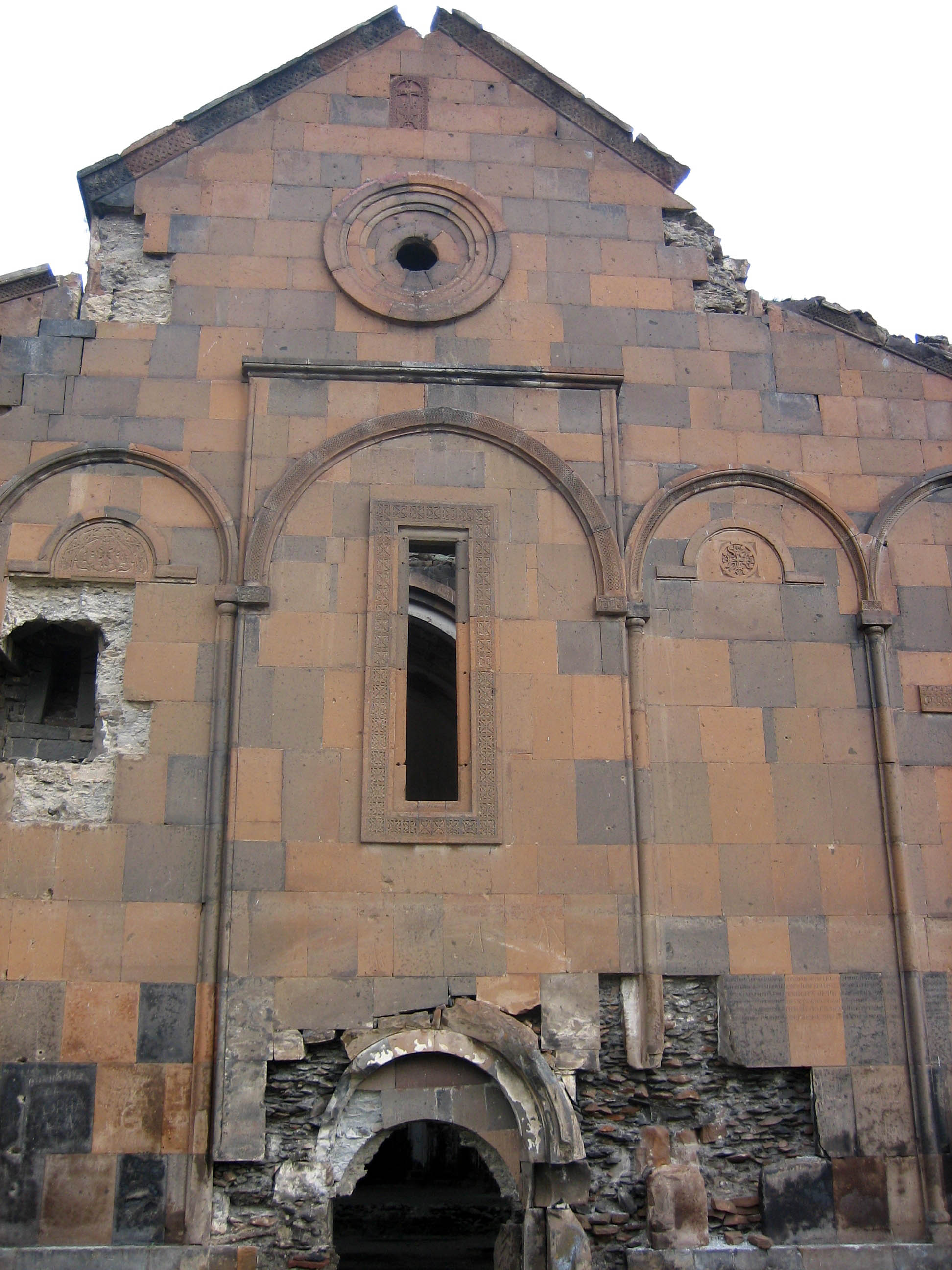
Westliche Fassade
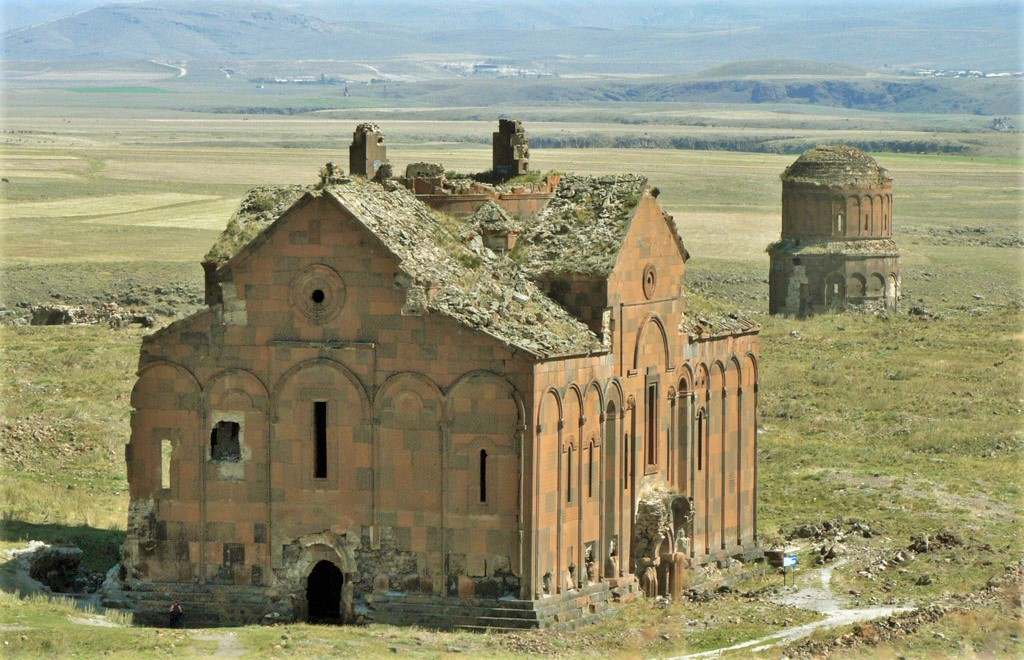
Südliche und westliche Seite, mit der Kirche des Erlösers im Hintergrund
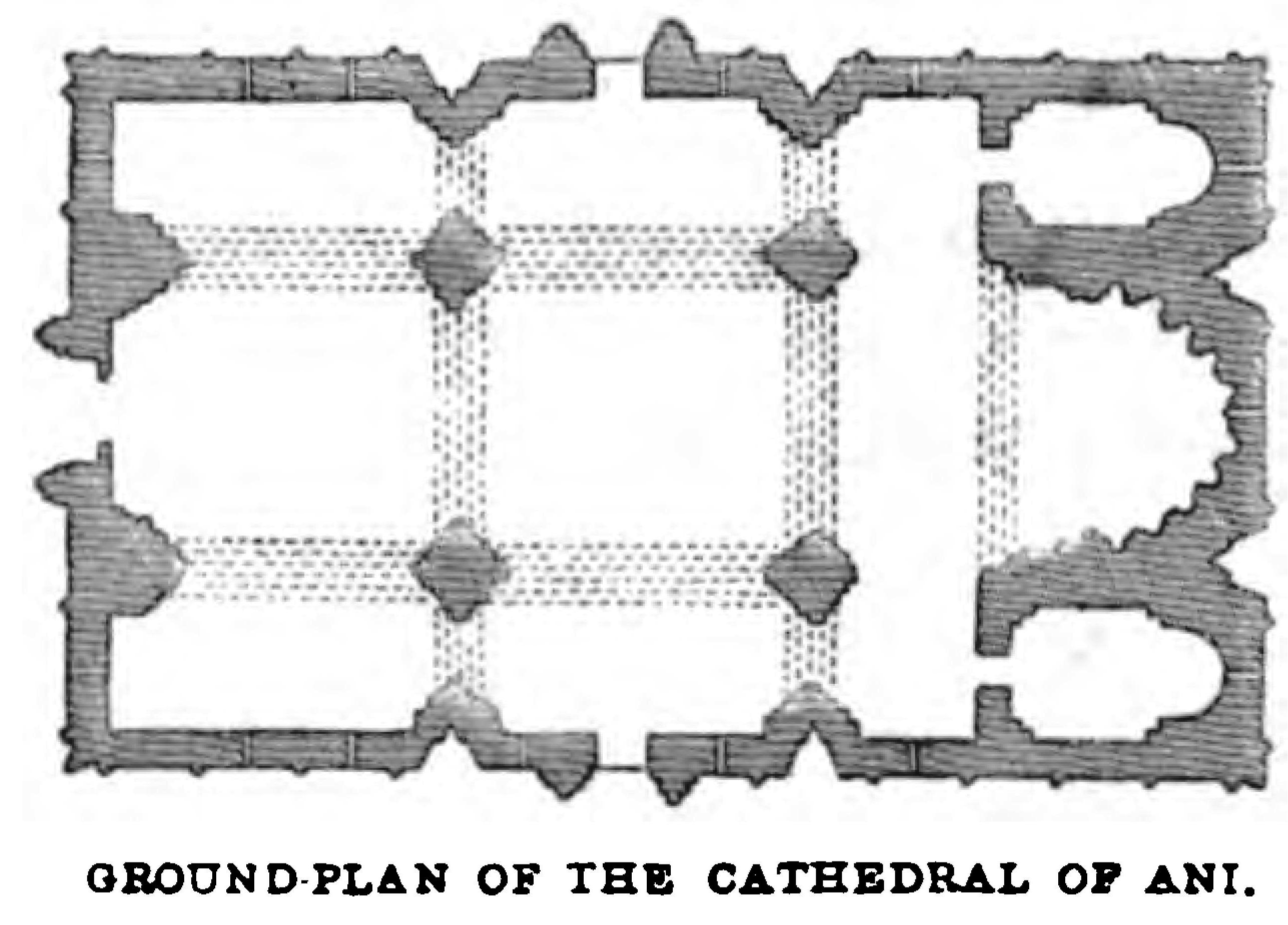
Grundriss der Kathedrale
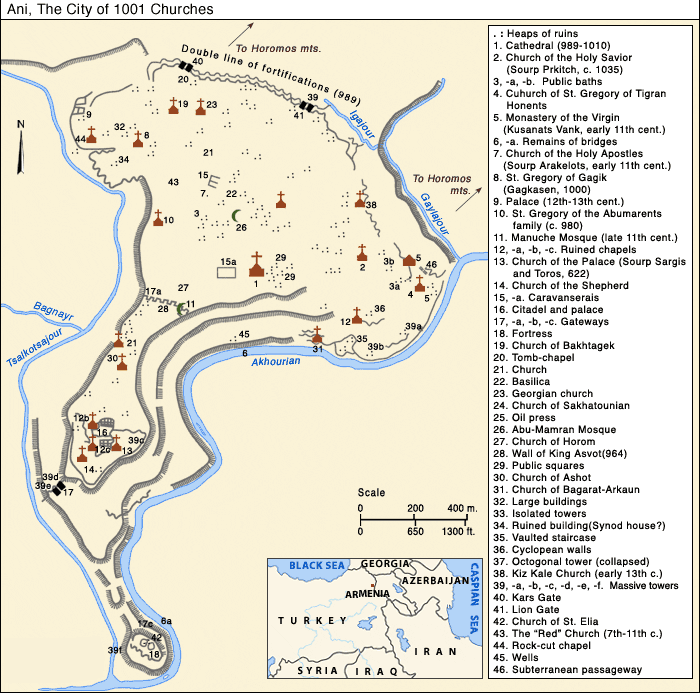
Karte von Ani